# Leonhard Engelberger
Leonhard Engelberger, alternativ auch Bernhard Engelberger, (* 1513 in Vilsbiburg, Niederbayern; † 6. Oktober 1555 in Eilenburg) war ein lutherischer Theologe der Reformationszeit.

## Leben
Engelberger wurde 1531 an der Universität Wittenberg immatrikuliert. Nach anderen Quellen studierte er an der Universität Leipzig. Im selben Jahr wird in Delitzsch ein Kantor mit dem Namen Leonhard Engelberger erwähnt. Übereinstimmend wird eine Tätigkeit als Schulmeister bzw. Rektor in Pegau genannt. 1541 wurde er von Johannes Bugenhagen ordiniert und trat eine Stelle als Diakon in Colditz an. Kurz darauf wechselte er als Archidiakon nach Wurzen, wo er ebenfalls nur kurze Zeit blieb.
1542 oder 1543 wechselte er nach Eilenburg und wurde dort am 11. November 1543 als Oberpfarrer von St. Nikolai und  Superintendent der Ephorie Eilenburg inauguriert. Er folgte als zweiter dieses Amtes auf Andreas Kauxdorf. Engelberger übte diese Tätigkeit wohl bis zu seinem frühen Tode 1555 aus. Bekannt ist, dass er sich 1546 beim sächsischen Kurfürsten Johann Friedrich für ein Stipendium des Sohnes seines Vorgängers, Daniel Kauxdorf, eingesetzt hatte. Engelbergers Gebeine wurden im Altarraum der Nikolaikirche beigesetzt, wo auch ein zu seinem Tode angefertigtes Epitaph seinen Platz fand. Engelbergers Nachfolger wurde Gallus Döbler.